# Sci alpino ai XVII Giochi olimpici invernali - Combinata maschile
Tra le competizioni dello sci alpino ai XVII Giochi olimpici invernali di Lillehammer 1994 la combinata maschile si disputò tra lunedì 14 e giovedì 25 febbraio sulle piste  di Hafjell; i norvegesi Lasse Kjus, Kjetil André Aamodt e Harald Christian Strand Nilsen vinsero rispettivamente la medaglia d'oro, quella d'argento e quella di bronzo.
Per la prima volta la classifica fu stilata attraverso la somma dei tempi della prova di discesa libera e delle due manche di slalom speciale: fino ad Albertville 1992 i tempi venivano convertiti in un sistema di punteggio.
Detentore uscente del titolo era l'italiano Josef Polig, che aveva vinto la gara dei XVI Giochi olimpici invernali di Albertville 1992 disputata sul tracciato di Val-d'Isère precedendo il connazionale Gianfranco Martin (medaglia d'argento) e lo svizzero Steve Locher (medaglia di bronzo); il campione mondiale in carica era Kjus, vincitore a Morioka 1993 davanti a Aamodt e al lussemburghese Marc Girardelli.

## Risultati
| Pos. | Pett. | Atleta                         | Nazione       | Tempo discesa libera | Pos. discesa libera | Tempo slalom speciale | Pos. slalom speciale | Tempo totale | Distacco |
| ---- | ----- | ------------------------------ | ------------- | -------------------- | ------------------- | --------------------- | -------------------- | ------------ | -------- |
| 1    | 2     | Lasse Kjus                     | Norvegia      | 1:36,95              | 1                   | 1:40,58               | 7                    | 3:17,53      |          |
| 2    | 9     | Kjetil André Aamodt            | Norvegia      | 1:37,49              | 6                   | 1:41,06               | 9                    | 3:18,55      | +1,02    |
| 3    | 30    | Harald Christian Strand Nilsen | Norvegia      | 1:39,05              | 21                  | 1:40,09               | 4                    | 3:19,14      | +1,61    |
| 4    | 1     | Günther Mader                  | Austria       | 1:38,46              | 13                  | 1:40,77               | 8                    | 3:19,23      | +1,70    |
| 5    | 8     | Tommy Moe                      | Stati Uniti   | 1:37,14              | 3                   | 1:42,27               | 15                   | 3:19,41      | +1,88    |
| 6    | 22    | Paul Accola                    | Svizzera      | 1:39,41              | 24                  | 1:40,03               | 3                    | 3:19,44      | +1,91    |
| 7    | 36    | Mitja Kunc                     | Slovenia      | 1:40,01              | 27                  | 1:39,54               | 2                    | 3:19,55      | +2,02    |
| 8    | 18    | Fredrik Nyberg                 | Svezia        | 1:38,40              | 11                  | 1:41,90               | 13                   | 3:20,30      | +2,77    |
| 9    | 10    | Marc Girardelli                | Lussemburgo   | 1:37,61              | 7                   | 1:42,86               | 17                   | 3:20,47      | +2,94    |
| 10   | 16    | Jure Košir                     | Slovenia      | 1:42,17              | 41                  | 1:38,41               | 1                    | 3:20,58      | +3,05    |
| 11   | 32    | Miran Ravter                   | Slovenia      | 1:38,88              | 16                  | 1:41,80               | 11                   | 3:20,68      | +3,15    |
| 12   | 17    | Steve Locher                   | Svizzera      | 1:39,34              | 23                  | 1:41,87               | 12                   | 3:21,21      | +3,68    |
| 13   | 50    | Tobias Hellman                 | Svezia        | 1:40,25              | 29                  | 1:41,49               | 10                   | 3:21,74      | +4,21    |
| 14   | 40    | Tobias Barnerssoi              | Germania      | 1:40,56              | 33                  | 1:41,93               | 14                   | 3:22,49      | +4,96    |
| 15   | 13    | Gianfranco Martin              | Italia        | 1:38,84              | 15                  | 1:43,85               | 19                   | 3:22,69      | +5,16    |
| 16   | 3     | Kristian Ghedina               | Italia        | 1:38,14              | 8                   | 1:45,03               | 22                   | 3:23,17      | +5,64    |
| 17   | 24    | Marcel Sulliger                | Svizzera      | 1:39,30              | 22                  | 1:44,70               | 21                   | 3:24,00      | +6,47    |
| 18   | 12    | Atle Skårdal                   | Norvegia      | 1:38,18              | 9                   | 1:46,10               | 23                   | 3:24,28      | +6,75    |
| 19   | 42    | Ljubomir Popov                 | Bulgaria      | 1:42,41              | 42                  | 1:42,63               | 16                   | 3:25,04      | +7,51    |
| 20   | 53    | Simon Wi Rutene                | Nuova Zelanda | 1:41,88              | 39                  | 1:43,60               | 18                   | 3:25,48      | +7,95    |
| 21   | 54    | Mika Marila                    | Finlandia     | 1:45,01              | 50                  | 1:40,51               | 6                    | 3:25,52      | +7,99    |
| 22   | 25    | Janne Leskinen                 | Finlandia     | 1:38,88              | 16                  | 1:46,65               | 25                   | 3:25,53      | +8,00    |
| 23   | 52    | Gregor Grilc                   | Slovenia      | 1:45,61              | 52                  | 1:40,42               | 5                    | 3:26,03      | +8,50    |
| 24   | 28    | Achim Vogt                     | Liechtenstein | 1:38,53              | 14                  | 1:47,70               | 28                   | 3:26,23      | +8,70    |
| 25   | 47    | Xavier Ubeira                  | Spagna        | 1:42,78              | 45                  | 1:44,14               | 20                   | 3:29,92      | +9,39    |
| 26   | 37    | Petăr Dičev                    | Bulgaria      | 1:42,41              | 42                  | 1:46,20               | 24                   | 3:28,61      | +11,08   |
| 27   | 34    | Marcin Szafrański              | Polonia       | 1:43,82              | 47                  | 1:47,45               | 27                   | 3:31,27      | +13,74   |
| 28   | 49    | Vicente Tomás                  | Spagna        | 1:44,32              | 49                  | 1:47,29               | 26                   | 3:31,61      | +14,08   |
| 29   | 41    | Andrej Kolotvin                | Kazakistan    | 1:41,14              | 36                  | 1:53,45               | 30                   | 3:34,59      | +17,06   |
| 30   | 31    | Attila Bónis                   | Ungheria      | 1:43,85              | 48                  | 1:50,91               | 29                   | 3:34,76      | +17,23   |
| 31   | 11    | Kyle Rasmussen                 | Stati Uniti   | 1:36,96              | 2                   | 2:00,58               | 32                   | 3:37,54      | +20,01   |
| 32   | 39    | Diego Margozzini               | Cile          | 1:45,07              | 51                  | 1:57,32               | 31                   | 3:42,39      | +24,86   |
| 33   | 33    | Marco Büchel                   | Liechtenstein | 1:40,82              | 34                  | 2:07,03               | 33                   | 3:47,85      | +30,32   |
|      | 6     | Cary Mullen                    | Canada        | 1:37,33              | 4                   | DNF                   | DNF                  | DNF          | DNF      |
|      | 7     | Ed Podivinsky                  | Canada        | 1:37,45              | 5                   | DNF                   | DNF                  | DNF          | DNF      |
|      | 27    | Alessandro Fattori             | Italia        | 1:38,25              | 10                  | DNF                   | DNF                  | DNF          | DNF      |
|      | 20    | Andrej Filičkin                | Russia        | 1:39,77              | 25                  | DNF                   | DNF                  | DNF          | DNF      |
|      | 51    | Christian Mayer                | Austria       | 1:39,86              | 26                  | DNF                   | DNF                  | DNF          | DNF      |
|      | 29    | Craig Thrasher                 | Stati Uniti   | 1:40,36              | 31                  | DNF                   | DNF                  | DNF          | DNF      |
|      | 43    | Takuya Ishioka                 | Giappone      | 1:40,55              | 32                  | DNF                   | DNF                  | DNF          | DNF      |
|      | 26    | Vasilij Bezsmel'nicyn          | Russia        | 1:41,19              | 37                  | DNF                   | DNF                  | DNF          | DNF      |
|      | 48    | Kiminobu Kimura                | Giappone      | 1:41,73              | 38                  | DNF                   | DNF                  | DNF          | DNF      |
|      | 56    | Gerard Escoda                  | Andorra       | 1:41,93              | 40                  | DNF                   | DNF                  | DNF          | DNF      |
|      | 44    | Zurab Jijishvili               | Georgia       | 1:42,44              | 44                  | DNF                   | DNF                  | DNF          | DNF      |
|      | 46    | Mariano Puricelli              | Argentina     | 1:43,13              | 46                  | DNF                   | DNF                  | DNF          | DNF      |
|      | 45    | Alexis Racloz                  | Cile          | 1:45,67              | 53                  | DNF                   | DNF                  | DNF          | DNF      |
|      | 14    | Patrik Järbyn                  | Svezia        | 1:38,44              | 12                  | DSQ                   | DSQ                  | DSQ          | DSQ      |
|      | 4     | Jean-Luc Crétier               | Francia       | 1:38,92              | 18                  | DSQ                   | DSQ                  | DSQ          | DSQ      |
|      | 19    | Nils Linneberg                 | Cile          | 1:40,84              | 35                  | DSQ                   | DSQ                  | DSQ          | DSQ      |
|      | 55    | Ovidio García                  | Spagna        | 1:46,48              | 54                  | DSQ                   | DSQ                  | DSQ          | DSQ      |
|      | 15    | Graham Bell                    | Regno Unito   | 1:38,92              | 18                  | DNS                   | DNS                  | DNS          | DNS      |
|      | 5     | Markus Wasmeier                | Germania      | 1:39,04              | 20                  | DNS                   | DNS                  | DNS          | DNS      |
|      | 21    | Chad Fleischer                 | Stati Uniti   | 1:40,17              | 28                  | DNS                   | DNS                  | DNS          | DNS      |
|      | 23    | Georges Mendes                 | Cile          | 1:40,29              | 30                  | DNS                   | DNS                  | DNS          | DNS      |
|      | 35    | Hans Knauß                     | Austria       | DNF                  | DNF                 | DNF                   | DNF                  | DNF          | DNF      |
|      | 38    | Bill Gaylord                   | Regno Unito   | DNF                  | DNF                 | DNF                   | DNF                  | DNF          | DNF      |

Legenda:

DNF = prova non completata

DSQ = squalificato

DNS = non partito

Pos. = posizione

Pett. = pettorale
Discesa libera

Data: 14 febbraio

Ore: 11.00 (UTC+1)

Pista: 

Partenza: 952 m s.l.m.

Arrivo: 182 m s.l.m.

Lunghezza: 2 829 m

Dislivello: 770 m

Porte: 36

Tracciatore: Sepp Messner (FIS)
Slalom speciale

Data: 25 febbraio

Pista: 

Partenza: 453 m s.l.m.

Arrivo: 258 m s.l.m.

Dislivello: 195 m

1ª manche:

Ore: 9.30 (UTC+1)

Porte: 61

Tracciatore: Fritz Vallant (Austria)

2ª manche:

Ore: 13.00 (UTC+1)

Porte: 56

Tracciatore: Erik Skaslien (Norvegia)